# Kältestress bei Pflanzen

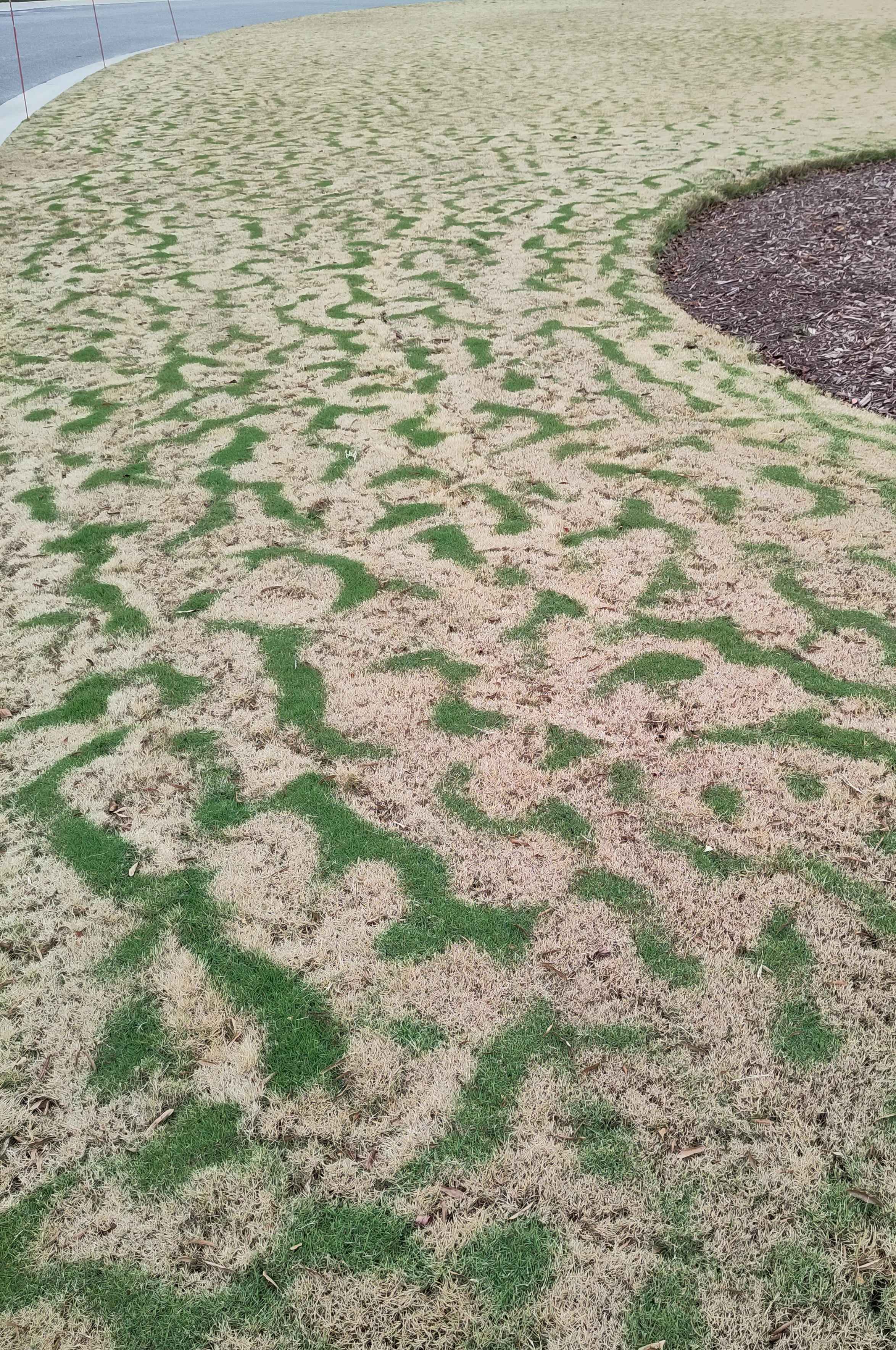
Charakteristische Frostschäden in einem Rasen aus Hundszahngras. Durch thermische Konvektion waren Teile des Rasens Temperaturen unter dem Gefrierpunkt ausgesetzt. Das Gras in diesen Regionen erscheint braun.

Kältestress bei Pflanzen bezeichnet Stress, eine Belastung durch äußere Faktoren, von Pflanzen bei niedrigen Temperaturen. Tödlicher Kältestress kann bei tropischen Pflanzen bereits bei +10 °C vorliegen. Zum Kältestress zählen auch die Wirkungen von Frost, Temperaturen unterhalb des Gefrierpunktes von Wasser. Die Fähigkeit, Frost zu überstehen, wird als Frost- oder Winterhärte bezeichnet.

## Geografische Verbreitung

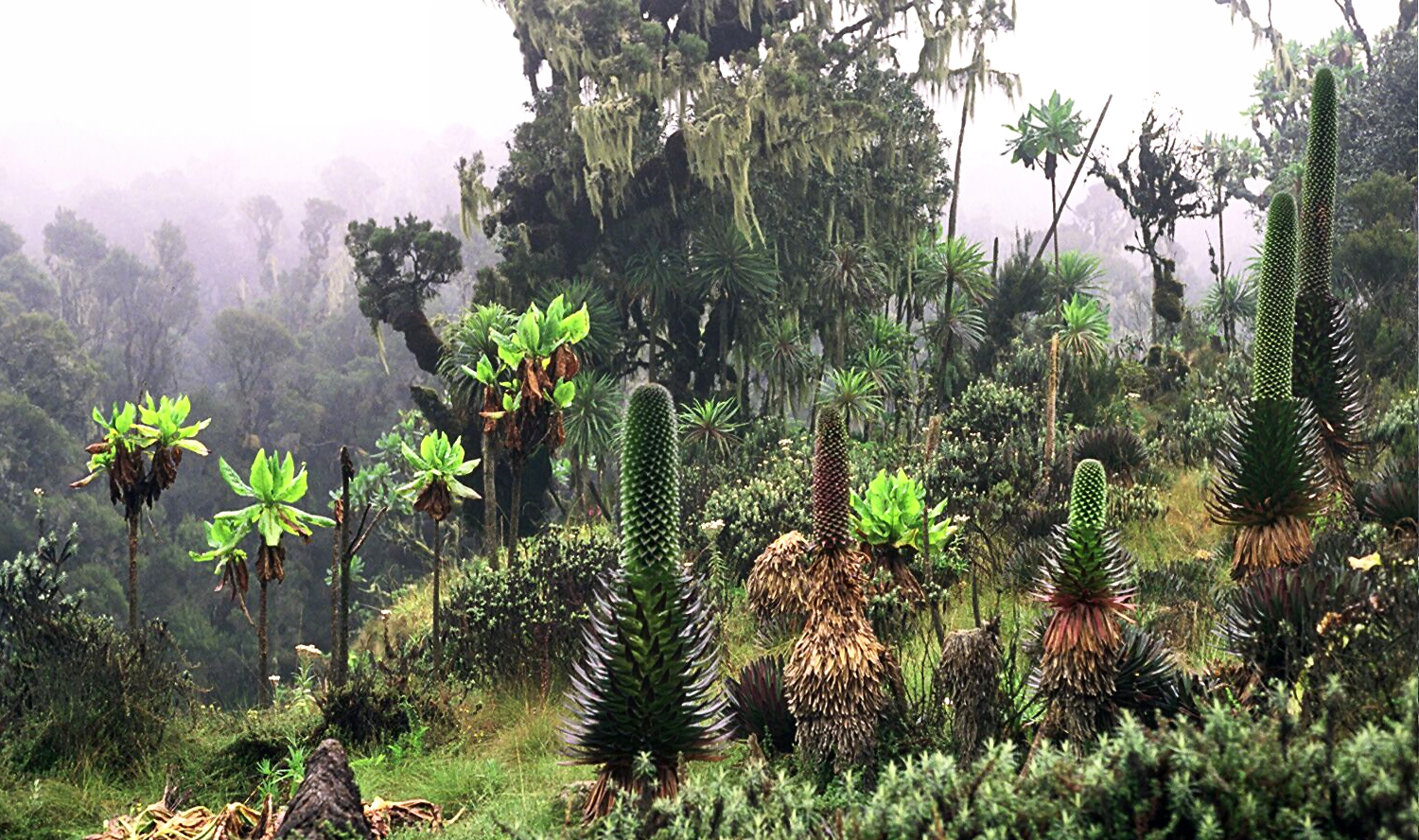
Pflanzen tropischer Hochgebirge (hier Ruwenzori) sind jede Nacht Frösten ausgesetzt.

Ein Drittel der Landfläche der Erde ist nie von Frost betroffen. Das sind die tropischen Gebiete mit Ausnahme der Hochgebirge, in Küstennähe reichen die frostfreien Gebiete auch über die Wendekreise. Auf rund 43 % der Landfläche gibt es strengen Frost mit einem mittleren Jahresminimum von unter −20 °C. Auf periodisch wiederkehrende Fröste können sich Pflanzen vorbereiten, Schädigungen erleiden sie nur in extrem kalten Wintern. Episodisch auftretende Frostereignisse wie Spätfröste erreichen meist nur −5 bis −8 °C, können aber für die Pflanzen gefährlich sein, da der Frost sie in empfindlichen Lebensphasen trifft. In tropischen Hochgebirgen tritt Frost allnächtlich auf, diese Fröste erreichen −10 bis −12 °C, dauern aber nur einige Stunden (Frostwechselklima).

## Primäre Kältewirkungen
Bei tieferen Temperaturen verlaufen chemische Prozesse langsamer, ebenso verschieben sich Gleichgewichtsreaktionen in Richtung Energiefreisetzung (Prinzip von Le Chatelier). Für Pflanzen bedeutet das weniger Energie aus dem Betriebsstoffwechsel, eine geringere Nährstoff- und Wasseraufnahme aus dem Boden, unergiebigere Biosynthesen und in weiterer Folge ein Einstellen des Wachstums. Die einzelnen Lebensvorgänge sind dabei unterschiedlich kälteempfindlich. Als erstes stoppt die Protoplasmaströmung, auch die Photosynthese wird sehr rasch eingestellt. Plasmolyse und Vitalfärbung bleiben am längsten erhalten.

## Kälteempfindliche Pflanzen
Kälteempfindliche Pflanzen bzw. Pflanzenorgane sterben bereits bei Temperaturen zwischen +10 und 0 °C ab. Dazu zählen viele tropische Pflanzen und häufig auch die Blütenanlagen und Früchte von Pflanzen, deren übrige Organe durchaus kälteunempfindlich sind. Der Grad der Kälteschädigung ist bei einer Pflanzenart abhängig von der Abkühltiefe, der Dauer und der Geschwindigkeit der Abkühlung bzw. Wiedererwärmung. Die ersten Schäden sind meist noch reversibel. Zuerst gehen die Lipide der Biomembranen vom flüssig-kristallinen in einen gelartigen Zustand über. Dadurch verringert sich die Selektivität der Membran, der Stoffaustausch zwischen den Zellkompartimenten ist nicht mehr ausreichend kontrolliert, Zellinhaltsstoffe können nach außen diffundieren. Die Photosynthese wird gehemmt, die Atmung gesteigert, der Stoffwechsel gerät ins Ungleichgewicht. Es können sich Stressmetaboliten und toxische Stoffwechselprodukte ansammeln, was letztendlich zum Zelltod und weiter zum Absterben von Organen bzw. der ganzen Pflanze führt.

## Gefrieren
Beim Gefrieren ist der Ort der Eisbildung von wesentlicher Bedeutung. Eis entsteht in Pflanzen als erstes an den Orten, die am schnellsten abkühlen und am leichtesten ausfrieren. Also in den exponiertesten Pflanzenorganen und dann in den Interzellularen der Blätter, meist Nadeln, und peripheren Leitbündeln. Von diesen Orten schreitet die Eisbildung entlang der Leitbündel und innerhalb von homogenem Gewebe rasch fort. Verholzte bzw. cutinisierte Zellwände behindern die Ausbreitung der Eisbildung.
Wasserreiche, nicht abgehärtete Zellen gefrieren intrazellulär. Die im Inneren der Zelle entstehenden Eiskristalle zerstören in aller Regel lebenswichtige Strukturen des Plasmas. Häufig entsteht das Eis jedoch außerhalb des Protoplasten in den Interzellularen oder zwischen Zellwand und Protoplast. Diese extrazelluläre Eisbildung wirkt in weiterer Folge wie eine Austrocknung, dem Protoplasten wird Wasser entzogen, es kommt zu einer Konzentration der gelösten Substanzen. Die Zellmembranen werden osmotisch und durch die Zellverkleinerung beansprucht. Ab einem gewissen Grad der Dehydrierung werden die Zellen irreversibel geschädigt.

## Überleben von Frostbelastungen
Pflanzen, die in frostgefährdeten Gebieten wachsen, haben verschiedene Strategien entwickelt, die Frostereignisse zu überleben.

### Frostabschirmung
Die Abschirmung vom Frost besteht in der Wärmeisolation und der Verringerung der Wärmeabstrahlung. Beispiele dafür sind Rückzug der Überwinterungsorgane unter eine Laubdecke oder unter die Erde (Geophyten) oder der Abwurf von frostempfindlichen Organen vor dem Beginn der Frostperioden – etwa der Laubfall von Holzpflanzen. In den tropischen Hochgebirgen reicht bei den Riesenrosettenpflanzen für die kurzen nächtlichen Fröste bereits das Zusammenschließen der Blätter über die empfindlichen Sprossscheitel, um die Abkühlung zu verringern.

### Gefrierpunktserniedrigung und Unterkühlung
Eine Gefrierpunktserniedrigung ist eine Strategie, um ein Ausgefrieren des Wassers im Protoplasma bei Temperaturen von unter 0 °C zu verhindern. Gelöste Stoffe, die im Zellsaft aktiv angereichert werden, erniedrigen den Gefrierpunkt auf im Schnitt −1 bis −5 °C. Sie stellt einen mäßigen aber sicheren Frostschutz dar.
Eine Unterkühlung ist in wasserreichen, großzelligen Parenchymen und im Xylem labil (transiente Unterkühlung) und kann hier nur für einige Stunden aufrechterhalten werden. Zum Frostaufbruch kommt es, wenn der folgende Mechanismus nicht schnell genug greift.
Eine dritte Form des Schutzes ist die translozierte Eisbildung. Sie kommt immer im Xylem und bei manchen Samen, Knospen und in Rindengewebe vor und besteht darin, dass Wasser aus den Geweben in die interzellularen oder andere Hohlräume, z. B. inaktive Xylemelemente, transferiert wird und hier zu Eis gefriert. Der Zellsaft wird dadurch aufkonzentriert und so das intrazelluläre Gefrieren verzögert.
Bei einigen besonders frostharten Baumarten kommt es im Protoplasma zu einer Verglasung (Vitrifikation). Das wird durch hohe Konzentrationen von Saccharose und anderer Zucker erreicht. In diesem Zustand könnten die Pflanzen theoretisch auch Temperaturen in der Nähe des absoluten Nullpunktes überstehen.

### Gefrierbeständigkeit
Gefrierbeständige (gefriertolerante) Pflanzen können das Gefrieren ihres Protoplasmas überleben. Diese Form der Frostresistenz ist in Gebieten mit strengem Frost nötig. Zur Erlangung der Gefrierbeständigkeit werden kältestabile Phospholipide in die Biomembranen eingebaut sowie im Cytoplasma lösliche Kohlenhydrate, Polyole, niedermolekulare Stickstoffverbindungen (Aminosäuren, Polyamine) und wasserlösliche Proteine akkumuliert. Eine Rolle bei der Gefrierverhinderung spielen Frostschutzproteine (AFPs), hydrophile Proteine, die sich irreversibel an Eiskristalle binden und deren weiteres Wachstum verhindern. AFPs sind vor allem aus winterharten Nutzpflanzen (Roggen, Weizen, Gerste etc.) bekannt.

### Abhärtung
Pflanzen sind nicht ständig gefriertolerant. In Wachstumsphasen sind praktisch alle Pflanzen kälteempfindlich. Landpflanzen in Jahreszeitenklimaten erwerben im Herbst durch Abhärtungsvorgänge die Fähigkeit, Eisbildung zu überleben. Voraussetzung dafür ist das Einstellen des Wachstums. Bei vielen Holzpflanzen wird die Abhärtung durch das längere Einwirken von niedrigen Temperaturen nahe dem Gefrierpunkt erreicht.
Die Abhärtung erfolgt in drei Schritten:
- Während der Vorabhärtung werden Zucker und andere Stoffe akkumuliert, die Zellen verlieren Wasser, die Vakuole zerklüftet in viele kleine Vakuolen. Das alles führt zu einer Erhöhung der Stabilität der Biomembranen (z. B. durch den Einbau von Disulfidbrücken)
- Als nächster Schritt werden die Enzyme umgebaut, so dass die Viskosität des Cytoplasmas erhöht wird
- Abschließend erfolgt ein starker Anstieg der Zuckerkonzentration im Cytoplasma

Die stabileren Biomembranen und das zähflüssigere, stark zuckerhaltige Plasma schützt die Zellen nunmehr vor dem Wasserentzug durch extrazelluläre Eisbildung.
Im Frühjahr erfolgt eine „Enthärtung“, die innerhalb weniger Tage erfolgt.

## Indirekte Frostwirkungen
Winterliche Fröste kommen häufig zusammen mit weiteren Umwelteinflüssen vor. Dazu zählen das Ausfrieren des Bodenwassers, Schneefall und Schneedeckenbildung. Eine lange Schneebedeckung verringert durch Lichtmangel die Vegetationsperiode. Das führt auf Skipisten zu 20 bis 30 %, in Extremfällen bis 70 % Ertragseinbußen in der Grünlandnutzung. Eisschichten behindern den Gasaustausch der Pflanzen. Das Gefrieren des Bodens zusammen mit einer geringen Schneedecke bewirkt Frosttrocknis.

## Belege
- Walter Larcher: Ökophysiologie der Pflanzen. 5. Auflage, Ulmer, Stuttgart 1994, S. 280–296, ISBN 3-8252-8074-8
- Peter Schopfer, Axel Brennicke: Pflanzenphysiologie. Elsevier, München 2006, S. 596–601, ISBN 978-3-8274-1561-5